# Жабоклики (Седлецький повіт)
Жабоклики (пол. Żabokliki) — село в Польщі, у гміні Седльці Седлецького повіту Мазовецького воєводства.
Населення — 649 осіб (2011).
У 1975-1998 роках село належало до Седлецького воєводства.

## Демографія
Демографічна структура станом на 31 березня 2011 року:
|          | Загалом | Допрацездатний вік | Працездатний вік | Постпрацездатний вік |
| -------- | ------- | ------------------ | ---------------- | -------------------- |
| Чоловіки | 314     | 70                 | 214              | 30                   |
| Жінки    | 335     | 64                 | 206              | 65                   |
| Разом    | 649     | 134                | 420              | 95                   |